# Луминица
Луминица (рум. Luminița) — село в Ниспоренском районе Молдавии. Наряду с сёлами Валя-Трестиень, Исайканы, Одобешты и Селиштень входит в состав коммуны Валя-Трестиень.

## География
Село расположено на высоте 131 метров над уровнем моря.

## История
До 1965 г. носило название Быздыга.

## Население
По данным переписи населения 2004 года, в селе Луминица проживает 285 человек (144 мужчины, 141 женщина).
Этнический состав села:
| Национальность | Число жителей | Процентный состав |
| -------------- | ------------- | ----------------- |
| молдаване      | 280           | 98.25             |
| румыны         | 3             | 1.05              |
| украинцы       | 1             | 0.35              |
| русские        | 1             | 0.35              |
| Всего          | 285           | 100%              |